# Rothschildův bulvár
Rothschildův bulvár (hebrejsky: שְׂדֵרוֹ‏ת רוטשילד, Sderot Rothschild) je ulice v Tel Avivu v Izraeli, začínající ve čtvrti Neve Cedek v jihozápadní části města, a pokračující severním směrem k divadlu ha-Bima. Jde o jednu z nejrušnějších a nejdražších ulic ve městě, která je zároveň jednou z hlavních turistických atraktivit. Uprostřed bulváru vede pás zeleně se stezkou pro pěší a cyklisty.

## Historie
Původní název Rothschildova bulváru je Rechov ha-Am (doslova „Ulice lidu“), avšak na žádost zdejších obyvatel byla ulice roku 1910 přejmenována na počest barona Edmonda Jamese de Rothschilda, který štědře podporoval židovské osidlování země izraelské. Na rohu Rothschildova bulváru a Herzlovy ulice stojí dům, postavený roku 1909 rodinou Eliavsonových, která byla jednou z šedesáti zakládajících rodin města. V roce 2007 byla budova zakoupena a renovována ve Francouzský institut.
Významnou budovou na Rothschildově bulváru je rovněž Hala nezávislosti, kde byla 14. května 1948 slavnostně podepsána izraelská deklarace nezávislosti a vyhlášena nezávislost Izraele. Řada zdejších budov je postavena v tzv. mezinárodním slohu žáky školy Bauhaus a tvoří součást telavivského Bílého Města, které je zapsáno na seznamu světového dědictví UNESCO.
V roce 1925 se v Lederbergově domě, který se nachází při křižovatce s Allenbyho ulicí, konala výstava velkých keramických nástěnných maleb Ze'eva Rabana, náležícího do tzv. Bezalelovy školy. Čtyři nástěnné malby zachycovaly židovské průkopníky během setby a sklizně, pastýře a Jeruzalém a verše z knihy Jeremjáš 31:4, který praví: „Znovu tě zbuduji a budeš zbudována.“